# Fenton (West Lindsey)
Fenton – wieś w Anglii, w hrabstwie Lincolnshire, w dystrykcie West Lindsey. Leży 15 km na północny zachód od Lincoln i 202 km na północ od Londynu.